# Ojaäärse
Ojaäärse est un village de la commune de Märjamaa du comté de Rapla en Estonie. On y compte 19 résidents en 2020 contre 21 en 2019.